# Manuel Pérez Olea
Manuel Pérez Olea (Madrid, 15 de juny de 1934 - 14 d'abril de 2014) fou un advocat espanyol, Governador civil de València durant la transició espanyola.
Llicenciat en dret, fou vocal del Tribunal Econòmic Administratiu Central des de 1993 fins a la seva jubilació.
Durant el franquisme fou funcionari del cos tècnic de l'Administració local. El 1970 fou nomenat president del Sindicat Nacional de la Construcció i procurador en corts, càrrec que va abandonar el gener de 1977quan fou nomenat Governador civil de València. Va estar dos anys en el càrrec, en plena batalla de València. Durant el seu mandat va imposar una multa de 500.000 pessetes als organitzadors dels Premis Octubre per cantar-hi Els Segadors i la Internacional (aleshores ja legalitzats) però quan se li va preguntar pels atacs a les llibreries va manifestar que, tot i que coneixia els culpables, però que resultava molt difícil provar-ho si no se'ls enxampava con las manos en la masa.
Deixà el càrrec l'abril de 1979 quan fou nomenat subsecretari del Ministeri d'Obres Públiques i Urbanisme càrrec que va ocupar fins a març de 1981.